# Corymorpha similis
Corymorpha similis is een hydroïdpoliep uit de familie Corymorphidae. De poliep komt uit het geslacht Corymorpha. Corymorpha similis werd in 1959 voor het eerst wetenschappelijk beschreven door Kramp. 